# المملكتان البابليتان

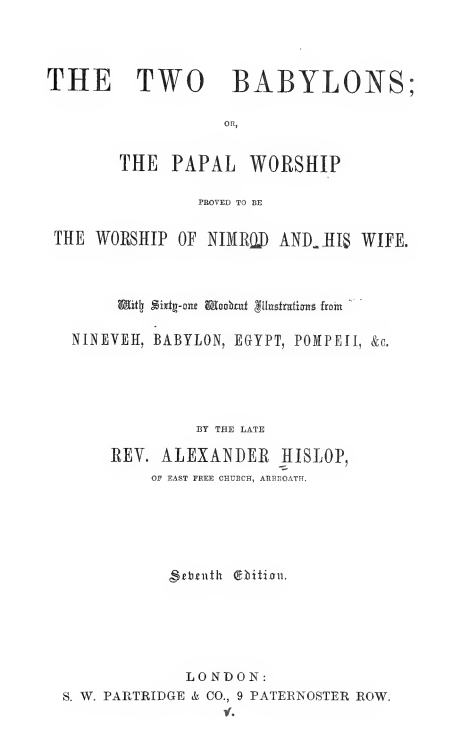
غلاف النسخة السابعة

المملكتان البابليتان أو مملكتا بابل، ويحمل عنوانًا فرعيًا الرومانية وأصولها، هو كتيّب ديني نشره اللاهوتي الإسكتلندي ألكسندر هيسلوب (1807-1865) من الكنيسة الحرة المشيخية في عام 1853.
يتناول موضوعُه الرئيسي الحجة القائلة بأن الكنيسة الكاثوليكية هي بابل هرمجدون الموصوفة في الكتاب المقدس. يتطرّق الكتاب إلى رمزية الصورة الموضحة في سفر رؤيا يوحنا -المرأة التي تحمل الكأس الذهبية- ويحاول أيضًا إثبات أن العديد من الممارسات الأساسية لكنيسة روما، وأسلوب عملها بشكل عام، تعود أصولها إلى سوابق غير كتابية. إنه يحلل الأعياد الكاثوليكية الحديثة، بما في ذلك عيد الميلاد وعيد الفصح، ويُرجع جذورها إلى الاحتفالات الوثنية ويُظهر أن العديد من المعتقدات المقبولة الأخرى (مثل صلب يسوع على الصليب) قد لا تكون صحيحة. يقدم هيسلوب مقارنة مفصلة للدين القديم الذي أُنشئ في بابل (يُزعم أن من وضعه هو الملك نمرود التوراتي وزوجته سميراميس) من خلال الاستناد على مجموعة متنوعة من المصادر التاريخية والدينية، من أجل إظهار أن البابوية الحديثة والكنيسة الكاثوليكية هي نفس نظام بابل الذي ذكره الرسول بولس في القرن الأول (عندما علّق على الإثم الذي سرى مسبقًا في الكنيسة المسيحية في القرن الأول) ومؤلف الوحي. رفض بعض الباحثين حجج الكتاب باعتبارها مغلوطة ومبنية على فهم خاطئ للدين البابلي، ولكن بعض المجموعات من البروتستانت الإنجيليين يقبلون النسخ المعدّلة منها.

## تاريخ النشر
تم التوسّع في بعض مواضيع الكتاب في عام 1858، من خلال العديد من الطبعات. نُشرت الطبعة الثالثة في عام 1862، والسابعة في عام 1871، (وبالتالي، بعد ست سنوات فقط من وفاة المؤلف، ظهرت أربع طبعات متتالية)، وطبعة رائجة في عام 1903.

## الوصف
يعتمد هيسلوب على المدرسة البابلية للقوة الانتشارية -التي كانت شائعة في القرن التاسع عشر- ليقول إن الحضارة الكلاسيكية وحضارة الشرق الأدنى القديم استُلهمت من بابل. بناء على هذا يستنبط الحجة القائلة إن الديانات الغامضة في العصور القديمة المتأخرة كانت في الواقع فروعًا من دين واحد قديم تأسس في برج بابل. منذ ذلك الحين أحال باحثو القرن العشرين الفلسفة البابلية إلى تاريخ مزيف.
يتركز جزء كبير من عمل هيسلوب على الربط بين نينوس الأسطوري وزوجته سميراميس مع النمرود التوراتي باعتباره زوجها وابنها، ومع ولدهما بسفاح القربى تمّوز. يميل تاريخ الهلنستية في الشرق الأدنى القديم إلى دمج الذكريات القليلة لمآثر الملوك القدامى في شخصيات أسطورية مارست سلطة أكبر من أي ملك قديم. في آشور، أوجدوا مؤسسًا على اسم نينوى يدعى نينوس، من المفترض أنه حكم إمبراطورية مماثلة للإمبراطورية الفارسية في أقصى حدودها لمدة 52 عامًا. كانت زوجة نينوس سميراميس بدورها تحريفًا للشخصية التاريخية شمورامات، حاكمة الإمبراطورية الآشورية الجديدة من 811 قبل الميلاد. يرى هيسلوب أن نينوس شخصية تاريخية ويربطه بالشخصية التوراتية نمرود، رغم أنه لم يكن أول من فعل ذلك. أشارت الكتابات الكليمنتية إلى الارتباط بينهما في القرن الرابع الميلادي. ساد اعتقاد مؤثر في العصور الوسطى بأن نينوس كان مبتكر الوثنية، وهو مفهوم اعتمد عليه هيسلوب بوضوح. ومع ذلك، ما ألّفه هيسلوب كان قبل دراسة السجلات التاريخية للشرق الأدنى القديم وفكّ شفرتها بشكل كامل، الأمر الذي يلقي بظلال الشك على العقود بعد أن وضع هيسلوب مؤلَّفه، حول ما إذا كانت هناك شخصية تُدعى نينوس، وهل يفتقر المؤلفون الإغريق الذين نقل عنهم إلى المصداقية بشأن الموضوع.
يعتمد كتاب المملكتان البابليتان اعتمادًا كبيرًا على منشورات أوستن هنري لايارد عن حفرياته في نينوى، والتي اكتُشفت في عام 1851. أضفى هذا انطباعًا على عمله عند نشره بأنه مبني على أبحاث دقيقة. على سبيل المثال، ربط هيسلوب اسم إيستر (Easter) مع عشتروت، إلهة الخصوبة لدى الفينيقيين من خلال الإشارة إلى اكتشاف لايارد الأخير لاسم عشتروت الآشوري، عشتار، والذي اعتبره هيسلوب «مطابقًا» لإيستر.
ماذا يعني مصطلح إيستر؟ إنه ليس اسمًا مسيحيًا. إنما يحمل أصله الكلداني بشكل واضح وضوح الشمس. إيستر ليس سوى عشتروت، أحد ألقاب بيليت، ملكة الجنة، التي كان اسمها -كما لفظه سكان نينوى- متطابقًا بشكل واضح مع الاسم الذي يشيع استخدامه الآن في هذا البلد. ذلك الاسم -كما وجده لايارد في الآثار الآشورية- هو عشتار.
- هيسلوب، المملكتان البابليتان، الفصل 3، القسم 2، إيستر
أُثير الجدل بشأن الادعاء بأن كلمة إيستر مشتقة من عشتار. يشتق علماء الإتيمولوجيا المعاصرون كلمة إيستر من الجذر باللغة الهندية الأوروبية البدائية -aus*، بمعنى «الفجر»، ربما من خلال h₂ewsṓs*. عشتار هو اسم سامي وأصله غير مؤكد، وربما مأخوذ من نفس جذر آشور، أو من كلمة سامية تعني «الري».
أخيرًا، زعم هيسلوب أن أصول العقائد الكاثوليكية تعود إلى عبادة النمرود، مؤكدًا أن الكنيسة الكاثوليكية جسّدت عاهرة بابل في رؤيا يوحنا وأن «البابا نفسه هو بحق الممثل المباشر لبيلشاصر». وادعى أن المونوغرام IHS، أول ثلاثة حروف أغريقية من اسم يسوع، تجسّد الأحرف اللاتينية التي تدل على إيزيس وحورس وجب.